# Alonso Escoboza
Jesús Alonso Escoboza Lugo (Ahome, 22 januari 1993) is een Mexicaans voetballer die doorgaans speelt als linksbuiten. In maart 2025 verruilde hij Mazatlán voor Jaiba Brava. Escoboza maakte in 2013 zijn debuut in het Mexicaans voetbalelftal .

## Clubcarrière
Op 24 juli 2011 maakte Escoboza als speler van Santos Laguna zijn debuut in de Primera División tijdens het duel met CF Pachuca (1–4 winst). Na een seizoen op huurbasis te hebben gespeeld bij Necaxa, maakte hij zijn eerste doelpunt op 24 augustus 2013, toen er tegen Club Tijuana met 1–1 gelijkgespeeld werd. Escoboza verkaste in januari 2016 naar Tijuana. Op dat moment had hij ruim zeventig competitieduels gespeeld voor Santos, waarin hij zeven doelpunten maakte. Achtereenvolgens bracht Escoboza seizoenen door op huurbasis bij Chiapas en Puebla. Voor aanvang van het seizoen 2018/19 stalde Tijuana de vleugelspeler voor één jaargang bij Dorados de Sinaloa. Daarna speelde Escoboza een half jaar bij Querétaro voordat hij in 2020 door Tijuana aan Club América verkocht werd. Necaxa huurde hem medio 2021 voor de tweede maal in zijn carrière. Het jaar erop vertrok hij definitief bij Club América, om voor Cruz Azul te gaan spelen. Escoboza verkaste in januari 2024 naar Mazatlán. Een jaar later nam Jaiba Brava hem over.

## Interlandcarrière
Escoboza debuteerde op 31 oktober 2013 voor het Mexicaans voetbalelftal . Op die dag werd er met 4–2 gewonnen van Finland. De aanvaller moest van bondscoach Miguel Herrera op de bank beginnen en hij viel na zestig minuten in voor Carlos Peña. De andere debutanten dit duel waren Moisés Muñoz (Club América) en Edwin Hernández (Club Léon). Vijf minuten na zijn invalbeurt scoorde Esccboza ook direct zijn eerste interlanddoelpunt. Escoboza speelde ook mee in beide play-offwedstrijden voor deelname aan het wereldkampioenschap voetbal 2014 tegen Nieuw-Zeeland (5–1 en 2–4 winst). Hij werd niet opgeroepen voor het WK voetbal het jaar erop.
| Interlands van Alonso Escoboza voor Mexico | Interlands van Alonso Escoboza voor Mexico | Interlands van Alonso Escoboza voor Mexico | Interlands van Alonso Escoboza voor Mexico | Interlands van Alonso Escoboza voor Mexico | Interlands van Alonso Escoboza voor Mexico |
| №                                          | Datum                                      | Wedstrijd                                  | Uitslag                                    | Competitie                                 | Goals                                      |
| Als speler bij Santos Laguna               | Als speler bij Santos Laguna               | Als speler bij Santos Laguna               | Als speler bij Santos Laguna               | Als speler bij Santos Laguna               | Als speler bij Santos Laguna               |
| ------------------------------------------ | ------------------------------------------ | ------------------------------------------ | ------------------------------------------ | ------------------------------------------ | ------------------------------------------ |
| 1                                          | 31 oktober 2013                            | Mexico – Finland                           | 4 – 2                                      | Vriendschappelijk                          | 65'                                        |
| 2                                          | 13 november 2013                           | Mexico – Nieuw-Zeeland                     | 5 – 1                                      | WK 2014 kwalificatie                       |                                            |
| 3                                          | 20 november 2013                           | Nieuw-Zeeland – Mexico                     | 2 – 4                                      | WK 2014 kwalificatie                       |                                            |

Bijgewerkt op 25 april 2025.